# Вагін Ігор Ігорович
Вагін Ігор Ігорович (нар. 4 серпня 1993; Ужгород, Закарпатська область, Україна) — український футболіст, опорний півзахисник клубу «Вільхівці».

## Біографія
Почав займатися футболом в Ужгороді в місцевій шкільній секції та СДЮШОР. У 2008 році перебрався до львівського ЛДУФК, за який виступав й навчався до 2010 року.
У 2012 році став гравцем прем'єрлігового «Закарпаття», проте грав виключно за юнацьку та молодіжну команди ужгородців.
У 2015 році виступав за словацький клуб «Вельке-Ревиштя», за який провів 22 гри в третьому дивізіоні місцевого чемпіонату.
З 2016 року став виступати за аматорський клуб «Минай». З 2018 року, разом з командою, набув професійного статусу, адже минайці стартували в турнірі ПФЛ, в Другій лізі першості України, яку того ж року виграли, а у наступному сезоні 2019/20 стали переможцями і Першої ліги, завдяки чому клуб вперше у своїй історії потрапив до Прем'єр-ліги. Втім, дебютувати у найвищому дивізіоні Ігор не зумів і у вересні 2020 року став гравцем друголігового «Ужгорода»

## Досягнення
Перша ліга чемпіонату України:
- Переможець: 2019/20

Друга ліга чемпіонату України:
- Срібний призер: 2018/19, 2022/23
- Бронзовий призер: 2020/21

Чемпіонат Закарпатської області:
- Чемпіон: 2017

Кубок Закарпатської області:
- Володар: 2017, 2018

Суперкубок Закарпатської області:
- Володар: 2017.